# Карнс Сити (Тексас)
Карнс Сити (енгл. Karnes City) град је у америчкој савезној држави Тексас. По попису становништва из 2010. у њему је живело 3.042 становника.

## Демографија
Према попису становништва из 2010. у граду је живело 3.042 становника, што је 415 (12,0%) становника мање него 2000. године.
| Група             | 2000.         | 2010.         |
| Белци             | 1.021 (29,5%) | 930 (30,6%)   |
| Афроамериканци    | 196 (5,7%)    | 116 (3,8%)    |
| Азијати           | 20 (0,6%)     | 1 (0,0%)      |
| Хиспаноамериканци | 2.208 (63,9%) | 1.985 (65,3%) |
| Укупно            | 3.457         | 3.042         |